# May Craig, Newtonhill
May Craig är en klippa i Storbritannien.   Den ligger i kommunen Aberdeenshire och riksdelen Skottland.
Närmaste samhälle är Newtonhill, 800 meter norr om May Craig.